# Friedrich Kortüm
Johann Friedrich Christoph Kortüm, född 24 februari 1788 i Eichhorst, död 4 juni 1858 i Heidelberg, var en tysk historiker. 
Kortüm innehade åtskilliga lärarbefattningar i Schweiz och blev 1840 professor i historia vid Heidelbergs universitet. Bland hans arbeten märks Geschichte Griechenlands von der Urzeit bis zum Untergang des achäischen Bundes (tre band, 1854) samt det tillsammans med Karl Alexander Reichlin-Meldegg författade och av denne efter Kortüms död utgivna verket Geschichte Europas im Übergang vom Mittelalter zur Neuzeit (två band, 1860-61).